# Virgil Abloh
Virgil Abloh (/æbloʊ/; sinh ngày 30 tháng 9 năm 1980 - mất ngày 28 tháng 11 năm 2021) là một nhà thiết kế thời trang người Mỹ. Anh từng là giám đốc thiết kế ngành hàng thời trang nam cho thương hiệu Louis Vuitton từ tháng 3 năm 2018. Bên cạnh công việc ở Louis Vuitton, Abloh cũng là giám đốc điều hành của Off-White, một thương hiệu thời trang cũng do chính anh sáng lập vào năm 2013.
Sinh ra ở Rockford, Illinois, có bố mẹ là người Ghana, anh theo học tại trường Đại học Wisconsin–Madison vào năm 2002 và Học viên Công nghệ Illinois vào năm 2006, với hai tấm bằng về kỹ thuật xây dựng dân dụng và kiến trúc. Anh gia nhập thế giới thời trang với việc thực tập ở Fendi vào năm 2009 cùng với Kanye West. Hai người sau đó đã cùng hợp tác trong vài dự án âm nhạc và cũng là nền móng cho việc Abloh thành lập nên thương hiệu Off-White sau này. Tạp chí Time đã vinh danh anh là một trong 100 người có tầm ảnh hưởng nhất thế giới năm 2018.

## Giáo dục
Virgil Abloh sinh ngày 30 tháng 9 năm 1980 ở Rockford, Illinois trong một gia đình có bố mẹ là người nhập cư người Ghana. Mẹ của anh là một thợ may, điều này đã ảnh hưởng khá nhiều đến sự nghiệp của anh sau này. Abloh được nuôi lớn tại Rockford, tại đây anh theo học trường trung học Công giáo Boylan, anh tốt nghiệp năm 1998. Tại trường trung học, anh đã gặp người vợ tương lai của mình, Shannon. Anh tốt nghiệp cử nhân tại trường đại học Wisconsin–Madison vào năm 2002, chuyên ngành kỹ sư xây dựng dân dụng. Anh sau đó theo học cao học ngành Kiến trúc sư tại Học viện Công nghệ Illinois vào năm 2006.

## Sự nghiệp

### 2009–2013: Nổi lên tạo dấu ấn
Sau khi tốt nghiệp đại học, Abloh tham gia thực tập tại Fendi vào năm 2009, cùng khóa với anh có cả rapper Kanye West. Làm việc tại trụ sở của công ty ở Rome, Italy, cả hai người bắt đầu việc cộng tác với nhau. Một năm sau, West đã chỉ định Abloh làm giám đốc sáng tạo tại doanh nghiệp dịch vụ truyền thông của anh, DONDA. Năm 2011, West tiếp tục đề bạt Abloh làm chỉ đạo nghệ thuật cho album Watch the Throne, một sản phẩm có sự kết hợp của Jay-Z/Kanye West. Đến năm 2012, Abloh thành lập công ty đầu tiên của mình, Pyrex Vision, một công ty nhỏ chuyên thiết kế các mẫu thời trang đường phố cao cấp. Abloh đã mua các mẫu quần áo cơ bản của Ralph Lauren với giá $40, sau đó thiết kế và in thêm họa tiết lên chúng và bán với giá lên tới $550. Anh sau đó đóng cửa công ty vì anh muốn đó là một nơi để anh thử nghiệm việc thiết kế chứ không phải vì mục đích thương mại.

### 2013–2017: Off-White và thành công kéo đến
Abloh nói về động lực để sáng tạo ra thương hiệu thời trang cao cấp Off-White.
Abloh thành lập thương hiệu thời trang của riêng mình, Off-White, chuyên thiết kế và sản xuất các mẫu thời trang đường phố cao cấp. Đặt trụ sở tại Milan, Ý, theo sự miêu tả của Abloh với các nhà đầu tư và nhà phê bình thời trang, "màu xám nằm ở giữa trắng và đen chính là màu off-white". Anh sau đó đưa ra bộ sưu tập thời trang cho nữa vào năm 2014 và trình bày tại Tuần lễ Thời trang Paris. Những mẫu thiết kế của anh đã lọt vào chung kết cho giải thưởng LVMH, một giải thưởng về thời trang, nhưng sau đó đã dừng bước trước các đối thủ là Marques’Almeida và Jacquemus. Abloh cho ra mắt cửa hàng bày bán sản phẩm Off-White đầu tiên tại Tokyo, Nhật Bản, nơi anh muốn thành lập chi nhánh chuyên về nội thất và gọi đó là Khu vực Xám. Năm 2017, anh nhận được lời đề nghị thiết kế một bộ sưu tập có sự kết hợp cùng với thương hiệu Nike, lấy tên là "The Ten" (Số Mười), và thế là anh đã thiết kế lại các mẫu giày nổi tiếng nhất của thương hiệu này. Virgil cũng kết hợp với thương hiệu nội thất IKEA của Thụy Điển để thiết kế các mẫu nội thất căn hộ và nhà cửa. Bộ sưu tập có tên là Markerad, theo tiếng Thụy Điển có nghĩa là "gọn gàng; rõ ràng", dự kiến sẽ ra mắt vào năm 2019. Trong các thiết kế của thương hiệu Off-White, Abloh luôn cho sử dụng dấu nháy kép dùng cho việc viết trích dẫn nhằm thể hiện việc các sản phẩm của mình tách biệt với cộng đồng và những chuẩn mực trong xã hội.
Với sự bùng nổ của chủ nghĩa dân tộc hiện đại vào năm 2017 Abloh đã làm việc cùng nhà thiết kế Jenny Holzer để tạo ra một bộ sưu tập nhấn mạnh đến những khía cạnh tích cực của các vấn đề như di cư, hội nhập văn hóa và toàn cầu hóa. Vào tháng 12 năm 2017, anh tiếp tục cùng với Holzer thiết kế mẫu áo phông cho Tổ chức kế hoạch hóa gia đình Hoa Kỳ để phản ứng lại cuộc Tuần hành phụ nữ năm 2017 tại Washington.

### 2018–2021: Louis Vuitton

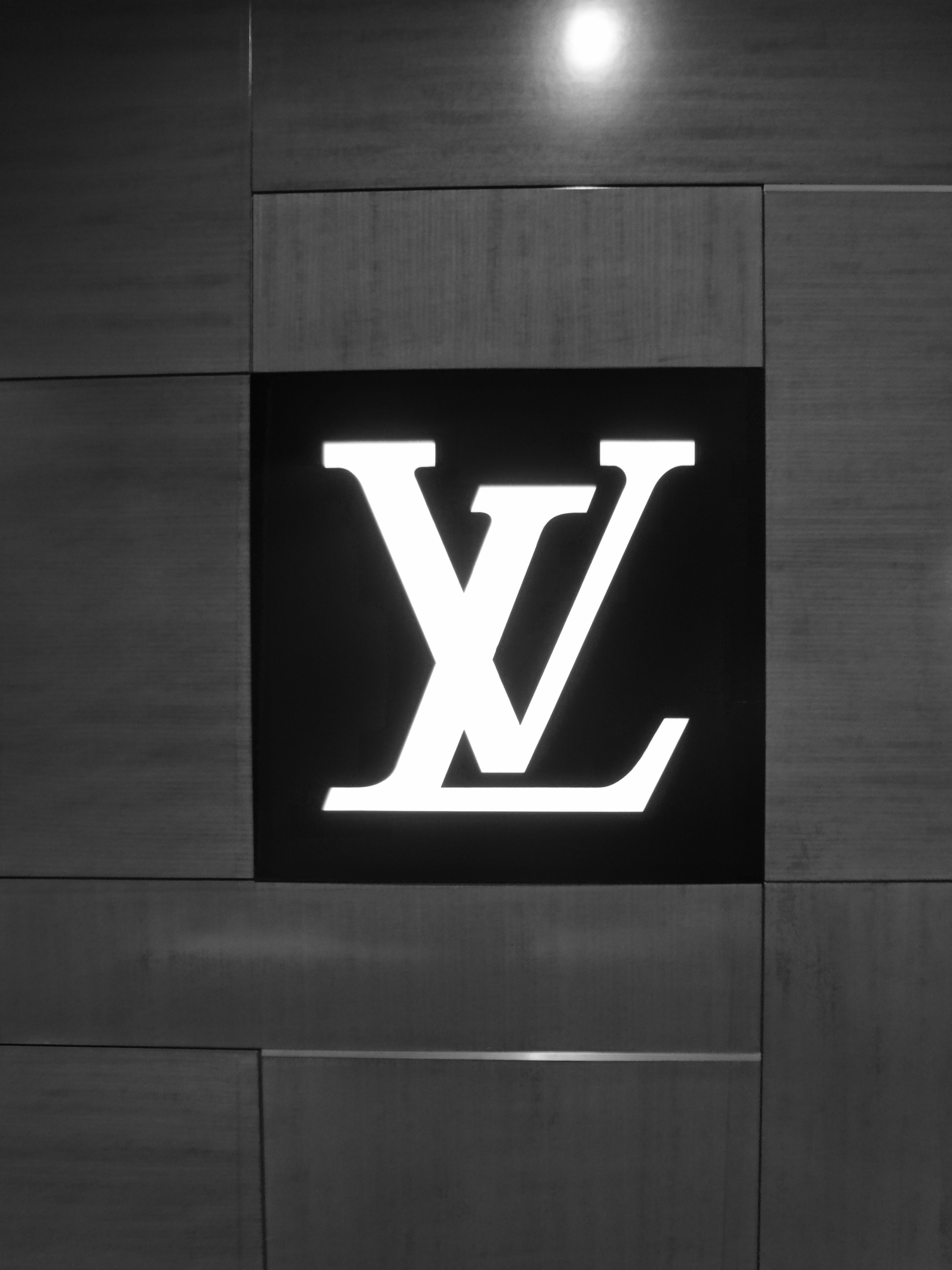
Abloh kết hợp logo LV nổi tiếng trong bộ sưu tập nam đầu tay của mình cho thương hiệu này

Ngày 25 tháng 3 năm 2018, Abloh trở thành giám đốc thiết kế của ngành hàng thời trang nam tại Louis Vuitton, đánh dấu việc lần đầu tiên một người gốc Phi nắm quyền tại một thương hiệu thời trang cho nam, đồng thời cũng là một trong số ít những người gốc Phi đứng đầu tại các thương hiệu thời trang của Pháp. Sau khi nhận lời tiếp quản vị trí này, anh nói rằng "Đó là một vinh dự cho tôi khi được chấp thuận vị trí này. Những di sản và sự kết hợp sáng tạo tại nơi đây chính là niềm cảm hứng chính dành cho tôi, tôi chắc chắn sẽ tham khảo những mẫu thiết kế cổ điển nhưng cũng đồng thời phát triển các mẫu thời trang mang phong cách hiện đại". Abloh đã cho ra mắt bộ sưu tập đầu tiên cho Louis Vuitton trong Tuần lễ Thời trang nam năm 2018 tại khu vườn Palais-Royal ở Paris.
Rihanna là người đầu tiên mặc những thiết kế của Abloh trước khi sự kiện này ra mắt. Các người mẫu nổi tiếng Playboi Carti, Steve Lacy, A$AP Nast, Dev Hynes, và Kid Cudi đã tham gia giới thiệu bộ sưu tập trong sự kiện này.

## Đời sống cá nhân
Abloh vẫn sống cho đến lúc qua đời tại ngôi nhà ở Lincoln Park, Chicago cùng với vợ, Shannon Abloh và hai người con, Lowe và Grey. Anh thường phải di chuyển 563km để đến trụ sở công ty. Anh là một người thuộc dân tộc Ewe đến từ vùng Volta của Ghana.

## Giải thưởng và những sự vinh danh
Abloh nhận giải thưởng lớn đầu tiên vào năm 2011 khi anh thiết kế hình nền album Watch the Throne của Jay-Z/Kanye West và được đề cử một giải Grammy. He cũng nhận một giải Urban Luxe trong lễ trao giải Thời trang Anh vào năm 2017. Abloh được tạp chí TIME đưa vào danh sách 100 người có tầm ảnh hưởng nhất trên thế giới vào năm 2018, anh là một trong hai nhà thiết kế có tên trong danh sách năm đó.